# Santa Inés de Zaragoza
Santa Inés de Zaragoza là một đô thị thuộc bang Oaxaca, México. Năm 2005, dân số của đô thị này là 1649 người.